# Đàn Chim Việt
Đàn Chim Việt (dosł. Stada wietnamskich ptaków) – czasopismo w języku wietnamskim wydawane w Polsce, następnie tylko w wersji internetowej. W postaci papierowej czasopismo ukazywało się jako miesięcznik, pierwszy numer ukazał się pod koniec roku 1999, ostatni w 2006 roku. 
„Đàn Chim Việt” miał charakter społeczno-polityczno-kulturalny i był opozycyjny w stosunku do władz Wietnamu. Jako czasopismo papierowe był kolportowany także poza granicami Polski. 
Portal Đàn Chim Việt jest określany jako jeden z najbardziej znanych wietnamskich opozycyjnych portali internetowych na świecie. Prócz informacji redakcyjnych, na portalu publikowane są także blogi. Jedna z blogerek związanych z Đàn Chim Việt, Huỳnh Thục Vy, w 2012 roku została wyróżniona nagrodą Hellman/Hammetta, przyznawaną przez organizację Human Rights Watch.